# Catamite

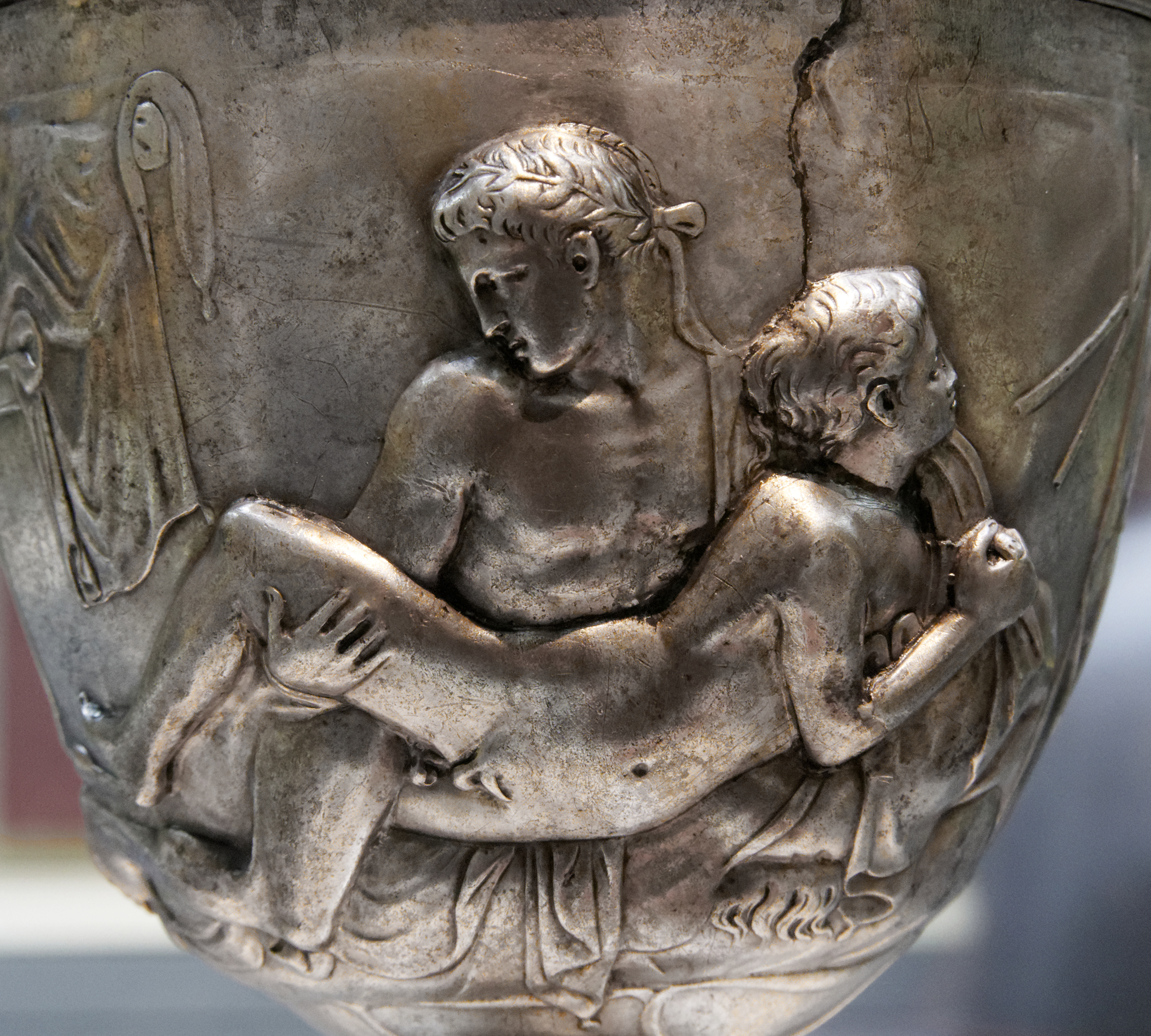
La Coupe Warren (conservée au British Museum), représente une scène sexuelle entre un jeune homme et son catamite.

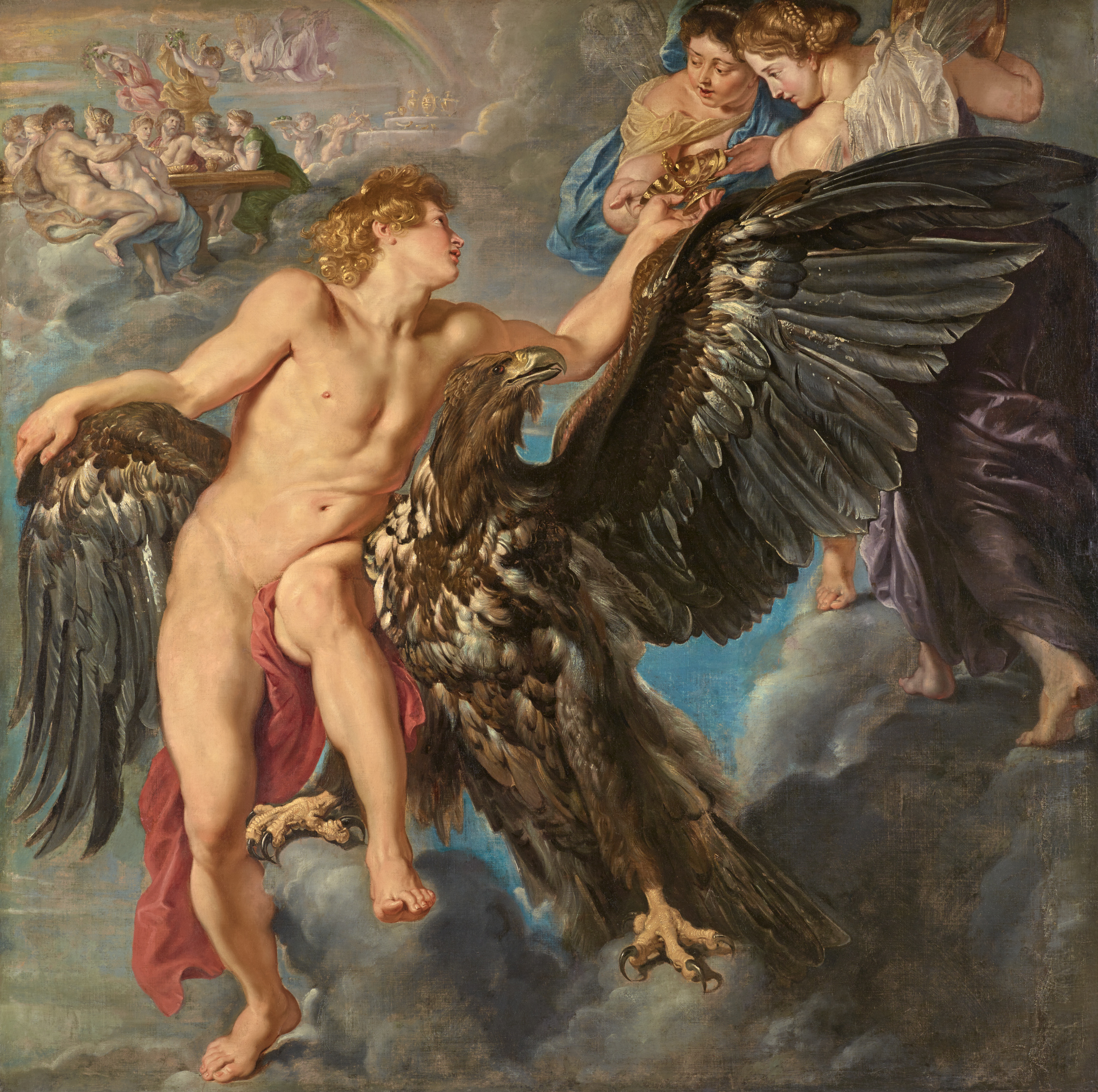
L'Enlèvement de Ganymède, huile sur toile peinte vers 1611 - 1616 par Pierre Paul Rubens.

Dans la Grèce et la Rome antiques, un catamite (latin : catamītus) est un jeune homme pubère lié à un homme plus âgé dans une relation homosexuelle, habituellement de nature pédérastique.
Utilisé généralement de manière affectueuse, le terme signifie littéralement « Ganymède » en latin ; mais le mot pouvait aussi être employé comme une insulte lorsqu'il était adressé à un homme mûr. Le mot provient du nom propre Catamitus, la forme latinisée de Ganymède, le nom du beau prince troyen enlevé dans la mythologie grecque par le roi des dieux Zeus pour en faire son compagnon et son échanson.
La forme étrusque du nom est Catmite, dérivée d'une forme alternative (Gadymedes) du nom propre du prince troyen.
Dans son usage contemporain, le terme de catamite désigne un jeune homme passif dans une relation sexuelle anale.
Le mot catamite est employé aussi bien en français qu'en anglais ; « giton » et « mignon » en sont des termes proches. 